# Luc Van Malderen
Luc Van Malderen (Brussel, 3 mei 1930 - Bosvoorde 14 september 2018) was een Belgisch beeldend ontwerper, grafisch ontwerper, fotograaf en docent aan La Cambre.

## Biografie
Luc Van Malderen studeerde aan de Hogeschool voor Visuele Kunsten "La Cambre” en  behaalde zijn diploma in 1951. Hij kreeg les van Joris Minne. Nadien werd Luc Van Malderen zelf docent aan La Cambre. In 1958 startte hij als zelfstandig grafisch ontwerper.
Hij is de Belgische kunstenaar met het grootste aantal zeefdrukken op zijn naam, hij zou er meer dan 350 hebben gemaakt. Zijn kunst bereikte in de jaren 90 een uitzonderlijke vormelijke en technische maturiteit. De werken volgden elkaar toen op in verschillende variaties.
Zijn werken (prenten, tekeningen, zeefdrukken, enz.) zijn zichtbaar in het centrum voor inscripties en de afdruk van La Louvière, het Museum van de Federatie Wallonië-Brussel gewijd aan prentkunst en hedendaagse graveren.
Luc Van Malderen overleed op 12 september 2018, op 88-jarige leeftijd in Bosvoorde.

## Werk
Van Malderen zijn werk gaat rond het thema arbeid en industrie. Fabrieken, schachttorens, steenbakkerijen, watertorens, hoogovens en ateliers. Hij laat indrukken bezinken, isoleert de elementaire vormen, combineert ze opnieuw met elkaar, voegt ze bij elkaar, voegt er uiterst fijne patronen van kleurenstippen aan toe, rookslierten die op fietskettingen lijken.
De fotografische werken van Luc Van Malderen geven daarentegen wel een realiteit weer. In enkele jaren tijd verzamelt hij meer dan 15.000 foto's. Zij bieden een inventaris en maken een analyse. 
Zijn zeefdruk werken of zijn schilderijen staan daar lijnrecht tegenover. Ze zijn synthetisch en inventief. Ze weerspiegelen een wereld die nooit heeft bestaan in de vorm die de kunstenaar eraan heeft verleend. Bij de meeste industriële constructies is er ongetwijfeld minder aandacht besteed aan pracht en praal dan aan de functionaliteit van het gebouw. Er is geen spoort van spontaniteit te bekennen, hij reconstrueert nooit instinctief. Hij toont ons grafisch werk gewijd aan het teken, duidelijk leesbaar, boordevol poëzie en humor.

## Stijl
Van Malderen maakt in zijn werk veel gebruik van eenvoudige geometrische figuren zoals; kubussen, cilinders, driehoeken. Omdat zijn grafische werken meestal gemaakt zijn in zeefdrukken is het kleurgebruik heel intens. Door dikke omlijning is er een groot contrast aanwezig in zijn werk.

### Werken / lithografie
- Usine, 1990 - 1999
- Usine camouflée
- Du cöté de Beringen, 2004
- Haute, 1930 - 2018
- Industria, 1991
- Atom
- Pandora box
- Et l’home créa dieu
- Petite sérigraphie 4 ,1995
- Le totonium, 2004